# United Shipping & Trading Company
United Shipping & Trading Company (USTC) er en global koncern med hovedsæde i Middelfart, Danmark. USTC har aktiviteter inden for olie og energi, shipping, dør-til-dør-logistik, risk management, bilaktiviteter, bæredygtig energi, miljø samt genbrug, og koncernen har pr.  2022 mere 140 kontorer i 40 lande og over 4.000 ansatte. Koncernen består blandt andet af selskaberne Bunker Holding, SDK FREJA, Uni-Tankers, Selected Car Group, Unit IT og CM Biomass. Det største firma i USTC-gruppen er Bunker Holding A/S.
USTC har en omsætning på mere end 118 mia. kr. og en egenkapital på 4,3 mia. kr. (2021/22). Gruppen ejes af Torben Østergaard-Nielsen og hans to døtre, Nina Østergaard Borris og Mia Østergaard Rechnitzer.

## Historie
United Shipping & Trading Company blev stiftet af Julius Mortensen i Fredericia i 1876. I 1974 erhvervede virksomheden den lokale skibsmægler H. Sommer i Middelfart. I 1978 blev Torben Østergaard-Nielsen udnævnt til ny administrerende direktør for H. Sommers Eftf. Shipping ApS, og under hans ledelse diversificerede virksomheden sig til bunkerhandel. Torben Østergaard-Nielsen blev eneejer af koncernen i 1998.
I 2013 flyttede USTC til sit nuværende hovedkontor, en fuldt restaureret turbinehal på Turbinevej i Middelfart. I juni 2020 blev Torben Østergaard-Nielsens 2 døtre, Nina Østergaard Borris og Mia Østergaard Rechnitzer, medejere af USTC med hver 1/3 ejerandel af moderselskabet Selfinvest. I juni 2022 blev Nina Østergaard Borris ny CEO for USTC, mens Torben Østergaard-Nielsen rykkede op som bestyrelsesformand. Mia Østergaard Rechnitzer indtrådte i direktionen som Chief Governance Officer.
I januar 2024 blev koncernen hovedperson i en sag, da deres selskab Nordic Waste indgav konkursbegæring efter at have forårsaget en miljøkatastrofe nær Randers, hvilket ifølge virksomheden stopper Nordic Wastes ansvarsforpligtelse. Ejerne af koncernen, herunder Danmarks 6. rigeste mand, Torben Østergaard-Nielsen, kom ved et efterfølgende regeringspressemøde under ekstrem kritik af miljøministeren og justitsministeren for ikke at efterleve sit samfundsansvar.

## Forretningsenheder
- Bunker Holding A/S – den største virksomhed i gruppen med 66 kontorer i 34 lande (2022)
- Uni-Tankers A/S – tankskibsrederi i small og intermediate segmentet, grundlagt i 1995
- SDK FREJA A/S – koncernens logistiske enhed, der kan dateres tilbage til 1876
- Unit IT A/S – grundlagt i 2003 med navnet Outforce og forenet med MindZet og it-Craft i 2019 som Unit IT
- Global Risk Management – grundlagt i 2004
- CM Biomass Partners A/S – handel med bæredygtig energi, grundlagt i 2009. USTC blev majoritetsejer i september 2021
- Nordic Waste – Grundlagt i 2018. SDK Freja købte 49 % af aktierne i 2021[1] og øgede aktieaktieandelen til 70 % i 2022.[2] Konkurs i januar 2024 efter et større miljøfarligt jordskred.